# 카루시-쿤-터커 조건
카루시-쿤-터커 조건(Karush–Kuhn–Tucker conditions) 또는 KKT 조건은 윌리엄 카루시(William Karush), 해럴드 윌리엄 쿤(Harold W. Kuhn), 앨버트 윌리엄 터커(Albert W. Tucker)가 만든 최적화의 조건으로 라그랑주 승수법을 부등식을 가진 경우로 일반화한 것이다. 

## 같이 보기
- 퍼르커시 보조정리
- 라그랑주 승수법
- 내부점법